# Rancho San Francisco
Rancho San Francisco était une propriété de 48 612 acres (196,7 km2) concédée par le gouverneur Juan B. Alvarado à Antonio del Valle, un officier de l'armée espagnole, pour service rendu à la province d'Alta California.
Il a été le lieu de la première découverte avérée d'or en Californie, le 9 mars 1842, 6 années avant ce qui allait devenir la ruée vers l'or en Californie.